# Siemens Viaggio Comfort
Siemens Viaggio Comfort — марка залізничних пасажирських вагонів з локомотивною тягою, створена компанією Siemens Mobility. 
Вагони був розроблений на початку 2000-х років і базувався на ранішому проекті Siemens Viaggio Classic.
Вагони вперше були використані у 2008 році на Railjet, високошвидкісному залізничному сервісі в Європі, під орудою Австрійських федеральних залізниць (ÖBB) і Чеських залізниць (ČD).

## Історія
Компанія Siemens вперше виготовила вагони Viaggio Comfort у відповідь на запит Австрійських федеральних залізниць (ÖBB) на локомотивні тягові потяги для її майбутнього високошвидкісного залізничного сполучення Railjet.
Як правило, високошвидкісні залізничні сервіси використовують електропотяги, але ÖBB нещодавно придбала парк електровозів Siemens EuroSprinter, які хотіла продовжувати використовувати.
Після тендера в лютому 2006 року було оголошено, що Siemens Viaggio Comfort був найкращим проектом, а також найдешевшим.

В лютому 2006 року було замовлено 23 одиниці 7-вагонних поїздів, у вересні 2007 року було замовлено ще 44 потяги.

Загальна вартість замовлення становила 798 мільйонів євро на 469 пасажирських вагонів.

З компанією промислового дизайну Spirit Design було укладено контракт на розробку зовнішнього та внутрішнього дизайну.

Форму кабіни від конструкції локомотивів Siemens EuroSprinter, з якими збиралися потяги.

Потяги були побудовані на заводі Siemens у Мариборі, Словенія, і перший потяг був завершений 15 вересня 2008 року та було експоновано в кількох місцях, включаючи торговий ярмарок InnoTrans перед початком випробувань наприкінці 2008 року.
 
Перший комерційний рейс Railjet відбувся 14 грудня 2008 року.
У період з вересня 2011 року по травень 2012 року Чеська залізниця (ČD) домовилася про передачу семи із замовлених ÖBB потягів для використання на її високошвидкісному залізничному сполученні, яке також має назву Railjet.
  
Потяги Viaggio Comfort надійшли в експлуатацію ČD 15 червня 2014 року.
У липні 2018 року Чеські залізниці замовили 10 5-вагонних поїздів у консорціуму Siemens Mobility та Škoda Transportation.
Потяги працюють на внутрішніх лініях між Прагою та Хебом через Пльзень або Усті-над-Лабем.
Максимальна швидкість цих потягів зменшено до 200 км/год.
Вони мають назву InterJet.

Комерційну експлуатацію розпочато 12 грудня 2021 року.
У квітні 2021 року Чеські залізниці замовили ще 20 9-вагонних поїздів у консорціуму Siemens Mobility та Škoda Transportation.
Агрегати будуть експлуатуватися на міжнародних рейсах з Праги до Гамбурга, Будапешта та Відня.
Форма передньої частини кабіни керування буде взята з конструкції локомотивів Siemens Vectron.
Загальна вартість замовлення становить 12,5 мільярдів чеських крон (приблизно 490 мільйонів євро) на 180 пасажирських вагонів.

## Потяги
Більшість вагонів Siemens Viaggio Comfort сконфігуровано у напівпостійно зчеплені потяги з відкритими з’єднаннями між вагонами у формі трапа, але зі стандартними з’єднувальними елементами на зовнішніх кінцях потяга для з’єднання потяга з локомотивами чи іншим залізничним обладнанням.

### Потяги Railjet
Поїзд Railjet складається з семи окремих вагонів: чотирьох вагонів з сидіннями економ-класу, одного вагона з рестораном і зоною сидіння першого класу, одного вагона з сидіннями першого класу та контрольного вагона з сидіннями першого класу та зоною сидіння бізнес-класу. (преміум-клас).
Потяги були виготовлені компанією Siemens у Мариборі, Словенія, а остаточне складання було завершено відділом технічного обслуговування ÖBB у Зіммерингу.
Вагони обладнані дисковими електропневматичними гальмами (по 3 на вісь у візках SF400 ), а також електромагнітними гусеничними гальмами (вихрострумовими гальмами), стоянковим гальмом.
Ведучий причіп також має гальма з ручним керуванням за допомогою дискових гальм.

Первинна підвіска візка здійснюється за допомогою гвинтової пружини, а вторинна підвіска — пневматична.

Гальмівне обладнання постачає Knorr-Bremse, кондиціонери — Liebherr, а двері, з’єднання вагонів, туалети та сидіння виготовляють інші субпідрядники.

## Похідні типи

### Siemens Venture
Проект Siemens Venture базується на проекті вагонів Siemens Viaggio Comfort, які використовувалися в Європі, але адаптовані для ринку Північної Америки. Вагони надійшли в експлуатацію разом з відкриттям Brightline у 2018 році.
Наразі вагони замовлені для штатів США Каліфорнія, Іллінойс, Мічиган і Міссурі для використання на їхніх залізничних коридорах, якими керує Amtrak.
Канадські оператори Via Rail і Ontario Northland Transportation Commission замовили потяги для використання в коридорі Квебек — Віндзор і для відновлення Торонто — Тіммінс Northlander.
Їх виготовляють на північноамериканському заводі Siemens Mobility у Флоріні, Каліфорнія.